# 赵中 (元朝)
赵中（？—1359年），元朝大臣，元惠宗时中书参知政事。
至正十九年（1359年），元惠宗任命他担任中书参知政事。当时，皇太子爱猷识理达腊恨左丞相太平不依附自己，认为赵中是太平的党羽，于是派监察御史以贪赃之罪于是将他杖杀。